# Charmör på danshumör
Charmör på danshumör utkom 1992 och är det första seriealbumet i den tecknade serien om Bert Ljung, skapad av de svenska författarna Sören Olsson och Anders Jacobsson. Albumet är tecknat av illustratören Johan Unenge. med manus av Måns Gahrton. Albumet är baserad på den första Bert-boken, Berts dagbok, men utspelar sig i ett universum där händelserna sker när Bert går i sjätte glass, och inte i femte som i böckerna.

## Omslag
Omslaget visar Bert dansandes, medan två tjejer tittar på.

## Handling
När Bert går till skolsköterskan upptäcker hon att han ser dåligt, och han får glasögon. Bert är missnöjd med det. Han ogillar sin klasskamrat Klimpen. Hans bästa kompis är Åke.
Bert förälskar sig snart i Rebecka i parallellklassen 6B. Det börjar även en ny elev i Berts klass, Erik, som ganska snart får namnet "Lill-Erik".
När Bert skall ha födelsedagsfest, bjuder han Rebecka, för att kunna få en chans att bli tillsammans med henne, samt Torleif (då denna redan har en tjejj) och Bo-Göran i fyran, som är liten, blyg och inte vågar dansa. Det hela blir dock misslyckat, då Klimpen lurar honom att daska henne i baken med en gummiorm. Rebecka ger sig av hemåt. Nästa gång Bert stöter på Rebecka försöker han se om hon fortfarande har känslor för honom. Han låtsas ha andnöd och ber om att bli rädda, men Rebecka ringer i stället Sveriges dåvarande nödnummer 90 000, och en ambulans dyker upp och ambulansmännen undrar Bert om Bert är killen med andnöd. Berts intresse för Rebecka avtar snart.
En dag när Bert är ute och går, och deppar, tar han av sig sina glasögon. Han kolliderar då med en tjej, som snart visar sig vara  Nadja Nilsson, vilket Bert får reda på under en skoldans. Hon går på Jungbergska skolan, och spelar fiol i samma orkester som Berts klasskompis Torleif. Dock så har hon tre raggarbröder som skrämmer Bert: Roffe, Ragge och Reinhold.
Eftersom Bert vet att Nadja spelar fiol, så går han och Åke på en av hennes konserter. De blir dock utslängda eftersom Åke ställer sig upp och skriker "–Höj volymen!", då Bert lurat i Åke att det skulle vara en hårdrockskonsert med ylande gitarrer.
Bert och Åke experimenterar snart med drinkar, som de bjuder lurar Åkes lillasyster Doris att dricka, vilket gör Åkes pappa arg. Bert oroar sig även över en finne.
Bert ringer till Nadja, efter stor tvekan, och säger att han är intresserad av fiolmusik. Detta gör att Bert börjar träna på att spela fiol. Detta blir dock impopulärt av föräldrarna och grannarna, som tror det är tredje världskriget som utbrutit. Bert får även reda på att Klimpen skall flytta 20 mil bort, till Motala. Bert, Klimpen och Lill-Erik kommer och bjuder på tårta, men då det står "Klas" på åker de på stryk, och ännu mer stryk får de då Klimpen reda på att det är för att Klimpen skall flytta, åker de på ännu mer stryk. Klimpen förklarar sedan att han skall bo kvar ett år till.
När Berts mamma, Madelene, ber Bert att springa ett ärende med blommor till tant Toril på ögonavdelningen på sjukhuset, träffar han Nadja på vägen dit. Hon frågar vem blommorna är till. Bert ger dem då till Nadja, och Toril till Toril ger han ett par maskrosor som hon ringer och tackar för, vilket Berts mamma tror beror på försämrad syn/demens.
Bert och Nadja stämmer träff på en parkbänk. Bert ristar in initialerna NN (som i Nadja Nilsson) och ett hjärta i en ek. När hon väl kommer dit, så ristar hon in initialerna BL [som i Bert Ljung) under hjärtat.

### Fotnoter
1. ↑  ”Charmör på danshumör” (på engelska). Worldcat. 11 mars 1992. https://www.worldcat.org/title/charmor-pa-danshumor/oclc/185896522&referer=brief_results. Läst 30 mars 2015.